# Список керівників Комуністичної партії Китаю
Нижче представлений список керівників Комуністичної партії Китаю з моменту заснування КПК 1921 року і до теперішнього часу. 

## Генеральний секретар
З 1921 по 1943 керівником Комуністичної партії Китаю був Генеральний секретар. 
| Ім'я                  | Портрет | Час повноважень            | Роки життя                       |
| --------------------- | ------- | -------------------------- | -------------------------------- |
| Чень Дусю (陈独秀)    |         | 1921 — 1922 та 1925 — 1927 | 8 жовтня 1879 — 27 травня 1942   |
| Цюй Цюбо (瞿秋白)     |         | 1927 — 1928                | 29 січня 1899 — 18 червня 1935   |
| Сян Чжунфа (向 忠 发) |         | 1928 — 1931                | 1880 — 24 червня 1931            |
| Ван Мін (王明)        |         | 1931                       | 23 травня 1904 — 27 березня 1974 |
| Бо Гу (博古)          |         | 1932 — 1935                | 14 травня 1907 — 8 квітня 1946   |
| Ло Фу (张闻天)        |         | 1935 — 1943                | 30 червня 1900 — 1 липня 1976    |

## Голова ЦК КПК
З 1943 року замість поста Генерального секретаря було створено посаду Голови ЦК КПК 
| Ім'я                | Портрет | Час повноважень | Роки життя                         |
| ------------------- | ------- | --------------- | ---------------------------------- |
| Мао Цзедун (毛泽东) |         | 1943 — 1976     | 26 грудня 1893 — 9 вересня 1976    |
| Хуа Гофен (华国锋)  |         | 1976 — 1981     | 16 лютого 1921 — 20 серпня 2008    |
| Ху Яобан (胡耀邦)   |         | 1981 — 1982     | 20 листопада 1915 — 15 квітня 1989 |

## Генеральний секретар
З 1982 року Комуністичною партією Китаю знову керує Генеральний секретар. 
| Ім'я                  | Портрет | Час повноважень | Роки життя                         |
| --------------------- | ------- | --------------- | ---------------------------------- |
| Ху Яобан (胡耀邦)     |         | 1982 — 1987     | 20 листопада 1915 — 15 квітня 1989 |
| Чжао Цзиян (赵紫阳)   |         | 1987 — 1989     | 17 жовтня 1919 — 17 січня 2005     |
| Цзян Цземінь (江泽民) |         | 1989 — 2002     | 17 серпня 1926 — 30 листопада 2022 |
| Ху Цзіньтао (胡锦涛)  |         | 2002 — 2012     | нар. 21 грудня 1942                |
| Сі Цзіньпін (习近平)  |         | з 2012          | нар. 1 червня 1953                 |